# Slam Master

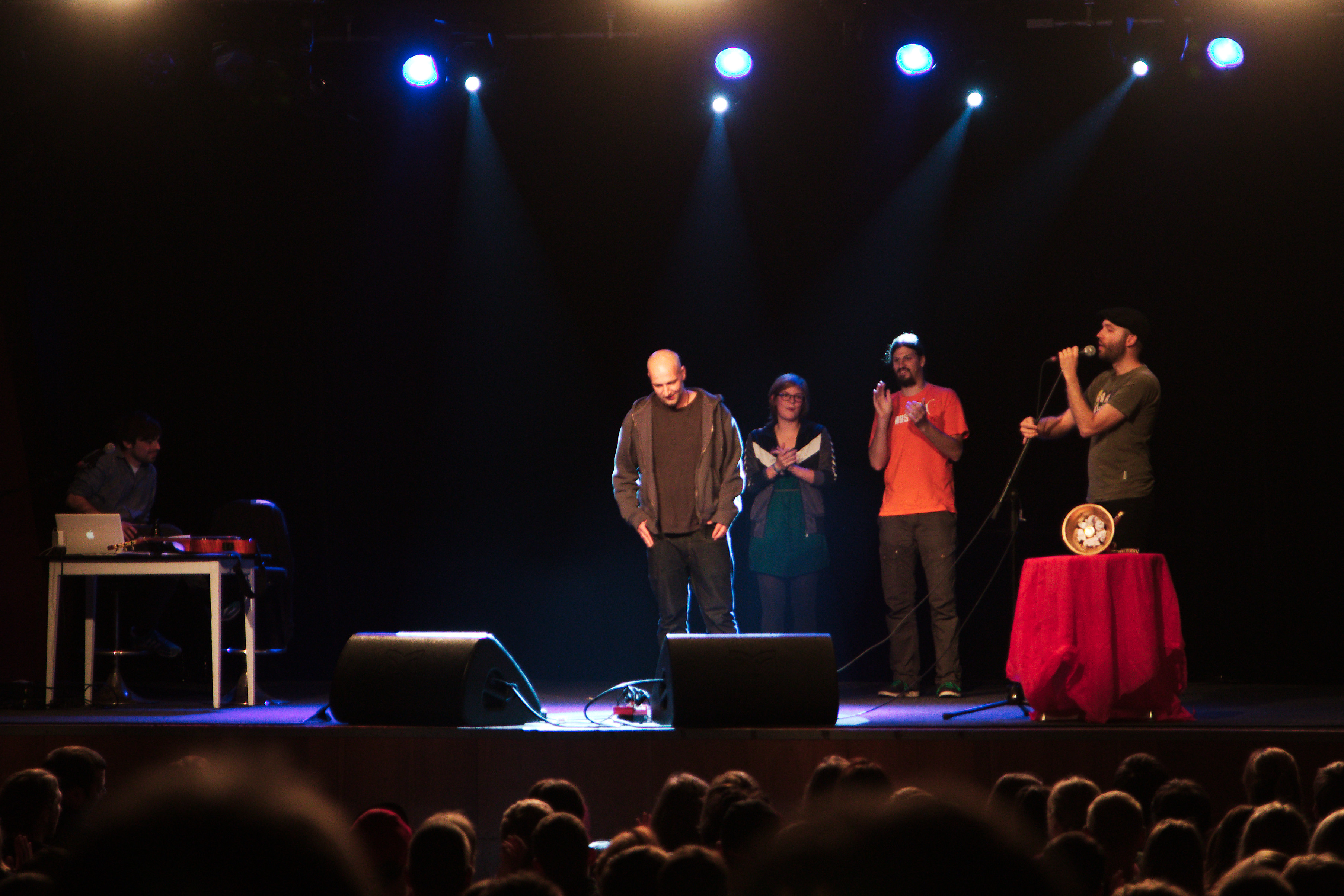
Marc-Uwe Kling (rechts) moderiert das Finale des Kreuzberg Slam 2012 in Berlin

Slam Master (auch: Slam-Master, Slam master oder Slammaster) werden die Veranstalter und Gastgeber eines regelmäßigen Poetry Slams genannt, während die auftretenden Autoren als Slam-Poeten bezeichnet werden. Slam Master treten oft auch als Slam-Moderatoren auf. In der Poetry-Slam-Szene erfüllen die Slam Master eine wichtige Funktion: Sie sind Veranstalter, Moderator, Netzwerker, Talentsucher, Berater und Kritiker. Je nach Größe des Poetry Slams ist das Aufgabenspektrum unterschiedlich aufgeteilt: Während bei kleineren Slams die Slam Master in Personalunion organisieren, moderieren und bewerben, haben sich in vielen Regionen Vereine gebildet, die diese Aufgaben auf mehrere Veranstaltende verteilen.
Einige Slam Master veröffentlichen Slam-Anthologien (beispielsweise Ko Bylanzky/Rayl Patzak: "Planet Slam" (2002) im Yedermann Verlag oder Elias Raatz: "Textsorbet" bei Dichterwettstreit deluxe), betreiben Slam-Internetseiten, drehen Poesie-Videoclips (Wolf Hogekamp: "Poetry Clips (Vol.1)" Lingua Video. Bonn. 2005) oder arbeiten an neuen Veranstaltungsformaten für Performance-Literatur. (Ko Bylanzky/Rayl Patzak: "Poetry Dead or Alive" 2003 für Münchner Kammerspiele)
Einmal jährlich richten die Slam Master einer vorher ausgewählten Stadt die deutschsprachigen Poetry-Slam-Meisterschaften aus. Parallel zu den Poetry-Slam-Wettbewerben treffen sich die Slam Master des deutschsprachigen Raumes im Rahmen der Meisterschaften zum jährlichen "Slam Masters Meeting". Die jeweiligen Landesmeisterschaften werden ebenfalls von Slam Mastern der Szene organisiert. In Flächenländern rotiert dabei die Verantwortlichkeit jährlich zwischen den Veranstaltern der unterschiedlichen Städte. Bei Landesmeisterschaften wie der Berlin-Brandenburger Meisterschaft haben sich mehrere Slam Master der Szene zum "BBSlam e.V." zusammengeschlossen.